# Guillardia
Guillardia ist eine zur Familie Geminigeraceae gehörende Gattung begeißelter Kryptomonaden-Algen, die ein sekundäres Plastid in einem reduzierten Zytoplasma-Kompartiment enthalten, das einen rudimentären Nucleomorph beinhaltet.
Es gibt in dieser Gattung nur eine bekannte Art (Spezies), Guillardia theta.

## Beschreibung
Guillardia  sind freischwimmende, ständig bewegliche, elliptische, biflagellate (doppelt begeißelte) Einzeller. Das Furchen-Schlund-System (englisch furrow-gullet system) hat keine Furche (englisch furrow). Es besteht nur aus einem röhrenförmigen Schlund (englisch gullet), der sich vom subapikalen (hinter der Spitze befindlichen) Vestibulum (Mund bzw. Mundvorhof) nach hinten erstreckt. Dieser Schlund ist mit meist zwei bis vier Längsreihen von Ejektisomen (explosive Organellen mit ausschleuderbaren Inhalt) ausgekleidet.
Die Zellen besitzen ein einziges (komplexes) Plastid mit vier Membranen.
Die äußerste Plastidenmembran ist mit der Kernhülle verbunden und ihre Oberfläche ist mit Ribosomen besetzt, die Zellkern-kodierte, aber für das Organell bestimmte Proteine translatieren, d. h. nach mRNA-Vorlage erstellen.
Im Zwischenbereich zwischen dem äußrene und inneren Membranpaar (Periplastidraum, englisch periplastid space, periplastidial compartment, PPC) befindet sich der Nucleomorph (d. h. ein rudimentärer eukaryotischer Zellkern mit eigener DNA, Reliktkern des eukaryotischen Endosymbionten).
Im Innern des komplexen Plastiden befindet sich neben dem obligatorischen (primären) Plastid/Chloroplast ein Pyrenoid. Der Nucleomorph ist nicht mit dem Pyrenoid verbunden. Die Pyrenoidmatrix ist nicht von Thylakoiden durchzogen.

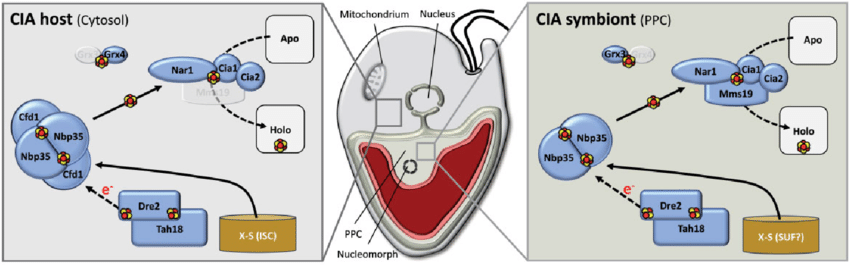
Vergleich des cytosolischen Zusammenbaus von Eisen-Schwefel-Proteinen (en. iron-sulfur protein assembly, CIA) im (Wirts-)Zytoplasma und im Periplastidraum (PPC, Symbionten-Zytoplasma) bei G. theta

Der Chloroplast enthält als Pigmente das Phycobiliprotein Cr-Phycoerythrin 545, er variiert in seiner Farbe von orange bis rotbraun und kann in älteren Zellen auch zu gelb verblassen.
Aus G. theta wurden zwei anionen-leitende Kanalrhodopsine isoliert, die das neuronale Membranpotenzial hyperpolarisieren und starke Hemmstoffe für die neuronale Aktivität sind.
Die Periplaststruktur besteht aus einer inneren Komponente, die eng an die Plasmamembran angeheftet ist.
Die oberflächliche Komponente besteht aus langen, längs ausgerichteten Platten, die aus winzigen Untereinheiten zusammengesetzt sind.

## Lebenszyklus und Fortpflanzung

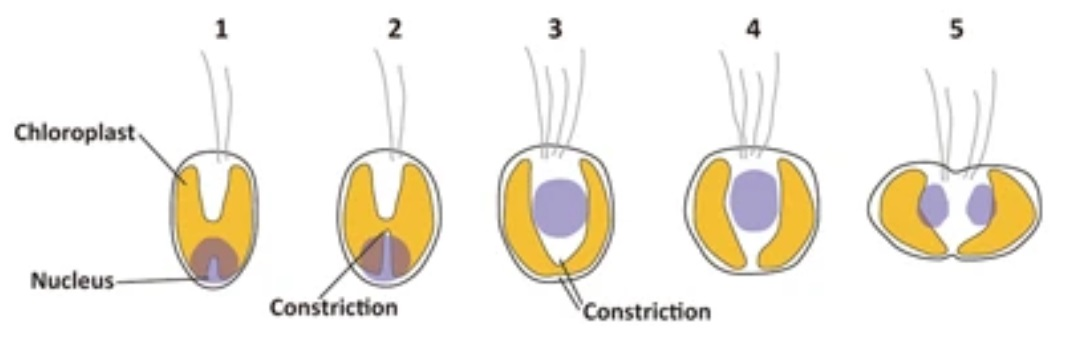
Schemazeichnung von 5 Stadien des Lebenszyklus (nach Ort des Zellkerns und Form des Plastids).

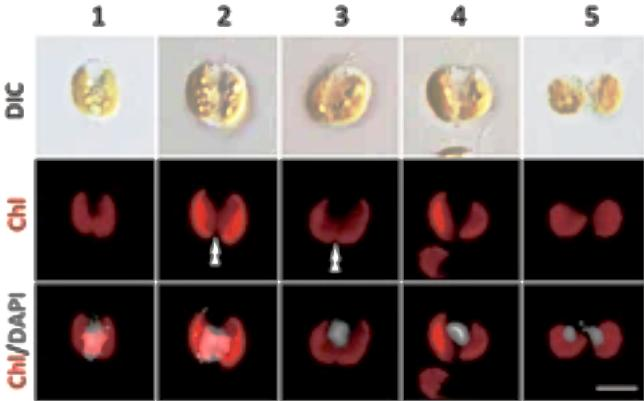
Mikroskopische Aufnahme derselben Stadien mit verschiedenen Färbemethoden.

Eine sexuelle Fortpflanzung ist unbekannt, die Vermehrung erfolgt durch einfache Zellteilung.
Weder ist die Bildung Zysten (d. h. ein Dauer- oder Ruhestadium) bekannt, noch werden palmelloide Kolonien gebildet.

## Vorkommen
G. theta wurde aus dem Hafen von Milford, Connecticut, isoliert und ist nur von diesem Ort bekannt. Sie scheint für ihr Wachstum auf Stickstoff in Form von Ammonium angewiesen zu sein.

## Genom
Die marine Cryptophycee Guillardia theta wurde als Modellorganismus ausgewählt, um die Genome von Nucleomorph und Plastid zu sequenzieren.
In der Folge war G. theta der erste Vertreter der Kryptomonaden (Cryptophyceae), dessen Kern-Genom (Karyom) sequenziert wurde (2012).
Das Karyom umfasst 87 Mbp (Megabasenpaare) und kodiert rund 24.840 Gene.
Zuvor war bereits das vollständige Genom des Nucleomorphs sequenziert worden (2001), es hat eine Länge von 551 kbp (Kilobasenpaaren).
Der kürzeste Genom-Bestandteil, das Genom des primären Plastiden (Plastom) war vor allen anderen bereits als erstes sequenziert worden (1999), es hat eine Länge von gerade einmal 121 kbp.

## Evolution
Die Genomsequenzierungen ergaben, dass das komplexe Plastid dieser Cryptophyceen ursprünglich eine Rotalge gewesen sein muss. Weitere Belege für diese Theorie sind neben den vier Hüllmembranen, die den komplexen Plastiden umgeben die Stärkesynthese und die 80S-Ribosomen im periplastidären Raum, d. h. dem Zytoplasma der aufgenommenen Rotalge.